# ガープス・ベーシック第4版
『ガープス・ベーシック第4版』（ガープス・ベーシックだいよんはん、GURPS 4e Basic Set ）はスティーブ・ジャクソン、ショーン・パンチ、David L. Pulverが書き上げたハードカバーの2冊セットのテーブルトークRPGのシステムガープス第4版の基本ルールブック。スティーブ・ジャクソン・ゲームズが2004年にGURPS Basic Set: Characters(第1巻)とGURPS Basic Set: Campaigns(第2巻)を出版した。日本語版は第1巻の『ガープス・ベーシック【第4版】キャラクター』が2005年12月に、第2巻の『ガープス・ベーシック【第4版】キャンペーン』が2006年3月にグループSNEの翻訳により富士見書房から出版された。第1巻の『ガープス・ベーシック【第4版】キャラクター』は、ガープスのキャラクターを作ってプレイする方法を理解したいプレイヤーに焦点を当てている。8のサンプルキャラクターが含まれている。第2巻の『ガープス・ベーシック【第4版】キャンペーン』はゲーム世界を構築するゲームマスターのための知識に焦点を当てている。ガープスでキャンペーンを行うためのすべての基本的な知識はこの本に、ジャンルや世界固有の知識は他の本に収められている。

## 概要
ガープスのひとつ前の版(第3版)のルールは「ベーシックセット」をコアルールブックとし、新しい選択ルールや拡張ルールを集めて整理した GURPS Compendium I  と GURPS Compendium 2  が後に出版された。
第4版では以前の版からの変更点として、原書のルールブックがフルカラーでハードカバーになった。その後の一連のガープス第4版の原書も同様であるが、これに対するプレイヤーの反応はまちまちである。
第3版から第4版への移行を容易にするために、GURPS Update  が無料のPDFの形でリリースされた。 GURPS Update には、以前の版のキャラクターやソースブックにある情報を新ルールに変換するための、簡単ながら総合的なガイドが含まれている。GURPS Updateの日本語版は公式には配布されていない。

## 日本語版
原書が重量や長さなどの単位にヤード・ポンド法を用いているのに対し、日本語版ではメートル法を用いている。
原書では、ヤード・ポンド法をメートル法に変換する表が用意されており、数値は実際の正確な値とは異なりゲーム向けに簡素化されている。例えば、1ヤードは実際の値では0.914メートルだが、ガープスでは1メートルとみなしている。これによってヤード・ポンド法からメートル法への変換も容易になっている。この表には、長さ、重量、体積のほか温度の単位も定められている。
ヤード・ポンド法から簡素化されたメートル法への変換により、日本語版における荷重基本値（Basic Lift, BL）は、重量にポンド(pound, lb.)を用いているのに対し、メートル法に変換する表に従って、1lb. = 0.5kgとみなし、kg重を基準に計算しているため、値が原書の半分になる。同様に日本語版における装備品の重量は単位をkgで表しているため、こちらの値も半分になる。

### 翻訳における問題
日本語版では端数切捨てを「繰り上げ」と訳す致命的な間違いや、Split Personalityを「多重人格」(解離性同一性障害)の代わりに「統合失調症」と訳すなどグループSNEによる誤訳が見られる。スティーブ・ジャクソン・ゲームズの公式サイトのエラッタには掲載されてグループSNEの公式サイトのエラッタにも掲載されないエラッタや、グループSNE自身の誤訳によるエラッタも見つかる。例えば、端数切捨ての誤訳はグループSNEのエラッタに掲載されているが、Split Personalityの誤訳のエラッタは掲載されていない。Thaumatology 技能の日本語訳に<魔法学>と<魔法理論>両方が現れ、Light machine gun の日本語訳に「ライトマシンガン」と「軽機関銃」両方が現れるなどの訳語不統一も見られる。

## 受賞とノミネーション
- 2004年、GURPS 4e Basic set はBest RPGとして"Pen & Paper Fan Award"を受賞[9]し、RPG Hall of Fameに殿堂入りした[10]。
- 2005年、Best Role-playing Gameとしてオリジン賞にノミネートされた[11]。